# Trận Gray
Trận chiến Gray, còn gọi là Trận Talmay là một trận đánh nhỏ trong Chiến dịch nước Pháp của quân đội Đức vào các năm 1870 – 1871, đã diễn ra vào ngày 27 tháng 10 năm 1870 (cùng ngày với cuộc đầu hàng của quân Pháp trong pháo đài Metz), tại khu hành chính Haute-Saône của Pháp. Trong cuộc giao chiến ở Essertenne và Talmay gần Gray, lữ đoàn của Hoàng thân Wilhelm xứ Baden thuộc Quân đoàn số 14 thuộc quân đội Đức - Phổ dưới quyền chỉ huy của tướng Karl August Werder của Phổ đã nhanh chóng đánh bại một lực lượng Garde Mobile được phái đến phòng ngự suối Vingeanne thuộc Binh đoàn Côte d'Or của quân đội Pháp dưới sự chỉ huy của Đại tá Lavalle, buộc đạo quân Pháp này phải rút chạy tiến hành khỏi Gray. Với chiến thắng trong trận đánh ở Gray, các lực lượng Đức đã thu được về tay mình một số lượng lớn tù binh của Pháp. Không lâu sau, Lavalle bị đưa ra tòa án binh của Pháp.
Vào ngày 22 tháng 10 năm 1870, Quân đoàn số 14 của Đức (mà phần lớn là quân xứ Baden) dưới quyền của tướng Werder đã đánh thắng Binh đoàn Rhône do tướng Cambries chỉ huy trong trận Ognon. Mặc dù Werder phải hành binh qua Dijon tới Bourges theo huấn lệnh mới nhất của Tổng tham mưu trưởng Helmuth von Moltke, một kẻ thù mới là viên tướng người Ý nổi tiếng đã xuất hiện và do đó ông nhằm mục tiêu vào đội quân Pháp thuộc quyền Garibaldi. Trước hết, các lực lượng của ông đã được lệnh phải hành binh tới tiếp tuyến đường sắt quan trọng Gray, và từ đây họ sẽ tiến xuống Dijon. Vào ngày 24 tháng 10, Quân đoàn số 14 của Baden đã hội quân tại thị trấn Gray và trong những ngày sau đó, các đơn vị của họ đã tiến hành truy lùng các toán quân Pháp xung quanh Gray. Vào ngày 27 tháng 10, các lực lượng Đức vốn đã vượt sông Saône đã tiến hành một cuộc thám sát về phía Dijon, sau khi giáp mặt và đẩy lùi một số lính Garde Mobile từ các khu rừng về hướng tây bắc Gray. Tại hướng này của suối Vingeanne, quân đội Đức vốn dĩ đã lâm chiến với địch thủ tại một số cứ điểm. 2 trung đoàn lính bắn súng hỏa mai của Trung đoàn Baden số 2, với 4 khẩu pháo thuộc khẩu đội trọng pháo số 3, đã xuất chiến từ Autrey để đối mặt với cuộc tấn công của vài trăm lính Garde Mobile của Pháp – toán quân này đã rút lui từ La Fahy và rừng Pomilly về Mornay và St. Seine L'Eglise, và sau một trận giao tranh quân Garde Mobile đã bị đánh bật với thiệt hại là trang bị cầm tay của họ và 60 tù binh rơi vào tay quân Đức. Xa về phía dưới khu vực này có một số đồn bót bị cô lập của Pháp; các toán quân mạnh hơn, án ngữ tại vị trí ngã ba đường tới Mirabeau và Pontaillier đã rút chạy khỏi Essertenne và rừng cây bụi về hướng tây sau một cuộc đụng độ nhỏ với tiểu đoàn 2 thuộc Trung đoàn Vệ binh Baden.
Khi tiếp tục dò la qua rừng cây bụi, một số đại đội của Đức đã tiếp cận với toàn bộ cánh quân không được yểm trợ của một đội hình hàng dọc Garde Mobile đang hành quân từ Talmay tới Renéve L'Eglise. Quân Pháp đã bị đánh lùi về Vingeanne và về Talmay. Tại Talmay, một đại đội khác của quân Đức đã vây bắt toàn bộ 15 sĩ quan và 430 binh lính Pháp. Sau đó, tướng Werder đã xuống lệnh cho tướng Gustav von Beyer tiến hành thám sát xa hơn về phía Dijon.